# 세가 비전
세가 비전은 세가 사가 만든 PMP로, 2008년 10월에 발매되었다. 이 게임기는 MP3, MP4, E-Book, 그리고 이미지를 볼 수 있었으며 텔레비전과 라디오와의 연동 기능이 존재했다. 계획상으로는 게임이 출시될 예정이었으나, Sega UFO Claws라는 게임기에서만 출현하였다. 세가 유럽 사는 추후에 다른 모델을 출시할 계획을 세우고 있으며, 온라인으로 팔 계획도 세우고 있다.